# Copablepharon contrasta
Copablepharon contrasta är en fjärilsart som beskrevs av Mcdunnough 1932. Copablepharon contrasta ingår i släktet Copablepharon och familjen nattflyn. Inga underarter finns listade i Catalogue of Life.